# Биркавс, Валдис
Ва́лдис Би́ркавс (латыш. Valdis Birkavs; род. 28 июля 1942, Рига, Латвийская ССР, СССР) — юрист, доктор права, преподаватель, основатель Латвийского общества юристов, заместитель председателя ВС Латвийской Республики, создатель новой модели государственного управления в восстановившей независимость Латвии и премьер-министр в 1993—1994 годах, министр иностранных дел Латвии при пяти кабинетах (1994—1999), министр юстиции в 1999—2000 годах, кандидат в президенты в 1999 году.

## Биография
Валдис Биркавс родился в Риге. Его матерью была Вероника Биркава (1911—2007). У Валдиса также были две сестры: Мирдза и Инесе.
В 1957 году окончил школу № 47 на ул. Маргриетас в районе Засулаукс, после чего поступил в Индустриальный политехникум и окончил его в 1961 году, получив специальность техник-технолог.
Однако работу на заводе он вскоре оставил в пользу учёбы в Латвийском государственном университете, на юридическом факультете, который окончил в 1969 году, получив красный диплом.
После этого увлёкся научной работой и в 1978 году защитил диссертацию по криминологии, получив учёную ступень кандидата юридических наук. В 1993 году после нострификации советских дипломов получил степень доктора права.
Во время Атмоды создал Латвийское общество юристов, от которого была выдвинута его кандидатура на выборы в Верховный Совет Латвийской ССР, когда большинство в парламенте получили депутаты от Народного фронта и его союзнических организаций, которые начали свою работу с провозглашения Декларации о восстановлении независимости Латвийской республики, в составлении которой принимал участие и Биркавс.
После восстановления независимости де-юре, которое произошло в августе 1991 года благодаря признанию суверенитета ЛР со стороны президента Российской Федерации Б.Ельцина, Биркавс принимал участие в формировании новых структур власти и законодательства республики. Эта работа во многом концентрировалась в созданном при его участии «Клубе-21» (полное название — клуб «Европа, 21-й век»).
Этот клуб затем стал базой формирования партии «Латвийский путь». Эта партия летом 1993 года выиграла выборы в V Cейм, а Биркавс стал первым премьер-министром правительства, сформированного уже в соответствии с восстановленной в действии Конституции Латвийской республики как Кабинет министров.
После падения этого правительства летом 1994 года Биркавс стал министром иностранных дел, оставаясь в этой должности в течение 5 лет в пяти различных кабинетах. В это время были проведены важнейшие для Латвии переговоры о выводе российских войск, демонтаже Скрундского локатора, начались переговоры о вступлении Латвии в ЕС, а затем и в НАТО.
В 1999 году Биркавс был кандидатом партии «Латвийский путь» на выборах президента Латвии, однако уступил в конкуренции Вайре Вике-Фрейберге. В том же году его номинировали как Человека года в Латвии.
После этого стал министром юстиции в третьем кабинете А. Шкеле и работал в этой должности до 2000 года.
В декабре 2009 года банковские счета Биркавса были арестованы из-за долгов по кредиту в несколько миллионов латов, который он взял для покупки четырех земельных участков в Латгалии.
После ухода из политической деятельности возглавлял представительство организации по защите авторских прав в области компьютерных программ Business Software Alliance.

## Обвинения в педофилии
17 февраля 2000 года на пленарном заседании Сейма, депутат Янис Адамсонс обвинил Валдиса Биркавса, премьер-министра Андриса Шкеле и директора госбезопасности Андрея Сончикса в растлении несовершеннолетних. В ответ, Биркавс отверг все обвинения, назвав их политической провокацией, а также заявил с трибуны Сейма, что объявляет голодовку в знак протеста. После этого было возбужденно уголовное дело. В 2002 году суд признал Янис Адамсонса агентом КГБ и обязал его выплатить штраф в 11 700 латов за «распространение заведомо ложных сведений» об вышеупомянутых политиках.

## Личная жизнь
Валдис Биркавс был женат на Аине Биркаве. Позже супруги развелись. У них родился единственный сын: Гатис Биркавс (1968—2016). Гатис занимался бизнесом в Юрмале. Ему принадлежали кафе Haizivs un bullis. В 2006 году он продал кафе и переселился на остров около Венесуэлы. Позже он вернулся в Латвию. Внезапно умер 3 февраля 2016 года.
Сейчас Валдис Биркавс состоит в отношениях с Мариной Диановой.

## Награды
- Орден Трёх звёзд II степени (1999)[10].
- Командор со звездой ордена Заслуг (1998, Норвегия)[11].
- Почётная грамота Президента Латвии (2022)[12].
- Медаль Балтийской ассамблеи (2011)[13].

## Труды
- Zinātne — pret noziedzību. / Наука — против преступности. — Rīga: Avots, 1986